# 1644 Rafita
Rafita (asteroide 1644) é um asteroide da cintura principal, a 2,1584584 UA. Possui uma excentricidade de 0,153738 e um período orbital de 1 487,83 dias (4,07 anos).
Rafita tem uma velocidade orbital média de 18,64976314 km/s e uma inclinação de 7,01216º.
Este asteroide foi descoberto em 16 de Dezembro de 1935 por Rafael Carrasco.